# متكاورة رقيقة
متكاورة رقيقة (الاسم العلمي:Sphaerophorus tener) هي نوع من الفطريات تتبع جنس المتكاورة من فصيلة المتكاورات.